# 萧朴
萧朴（986年—1035年），字延宁，小字普古。辽国官员。契丹人。辽后族国舅少父房之后。辽圣宗时北府宰相。    
其父萧劳古，善于文词，为辽圣宗诗友。萧朴博学多才智。开泰元年（1012年），补牌印郎君，为南院承旨，权知转运事，改南面林牙。圣宗问政事，蕭朴具陈百姓疾苦，国用丰耗等事，颇得圣宗欢心，晋升为左夷离华。萧朴有吏才，善知人主意，深得朝廷重视。在枢密使蕭合卓属下，蕭朴担任知部署院事，施行禁酒政策。契丹旧制，凡遇讼狱之事皆夷离毕主之。及萧朴与萧合卓任枢密使，专尚吏才，始由自己听讼，时人转相仿效，风气为之一变，贵族犯法，尤多借机恃恩行贿，以图苟免。出任興国軍節度使，召回为南面林牙。太平三年（1023年），守太子太傅，太平四年（1024年），拜北府宰相。太平五年（1025年）十二月，迁北院枢密使。後封兰陵郡王，進爵恒王，加中书令。太平九年（1029年）大延琳乱起，赴東京遼陽府（今辽宁辽阳），平大延琳起义。景福元年（1031年），辽兴宗即位，欽哀太后称制，国事委任给弟弟萧孝先。仁德皇后被馮家奴誣告，惨遭殺害。萧朴多次辩诬。無果後气愤喀血。重熙元年（1032年），改封韓王。重熙三年（1034年）二月，任東京留守，徙封楚王。六月，任南院枢密使。重熙四年（1035年），改封魏王，去世，享年五十岁。追贈齐王。其子蕭鐸剌为国舅詳稳。

## 延伸阅读
[在维基数据编辑]
 《遼史/卷80》，出自脱脱《遼史》